# 風間九郎
風間 九郎（かざま くろう、1961年 - ）は、東京都生まれの小説家、官能小説家。
日本推理作家協会会員。

## 概要
「ヒロインが悪の手に落ち性的虐待、拷問や凌辱を受けるが最終的にヒロインは救われ悪者は相応の報いを受ける」筋立ての作品が多い。公式サイトにおいてヒロインは「囚われの姫君」であると考えていると述べ、凌辱ものに多い「最終的に凌辱者達が勝利してヒロインが救われない『無間地獄オチ』」は好きではないとしている。

## 沿革
1996年『ロリータ 半熟の乳頭』（マドンナメイト文庫）でデビュー。